# Кавторовка
Кавто́ровка (рос. Кавторовка, ерз. Кавторовка) — присілок у складі Ромодановського району Мордовії, Росія. Входить до складу Анненковського сільського поселення.

## Населення
Населення — 42 особи (2010; 63 у 2002).
Національний склад (станом на 2002 рік):
- росіяни — 95 %